# Balki e Larry - Due perfetti americani
Balki e Larry - Due perfetti americani (Perfect Strangers) è una serie televisiva statunitense in 150 episodi trasmessi per la prima volta nel corso di 8 stagioni dal 1986 al 1993.
È una sitcom incentrata sulle vicende di due cugini, lo statunitense del Wisconsin Larry Appleton e Balki Bartokomous, ex pastore proveniente dall'isola immaginaria di Mypos, situata nel Mediterraneo. I due vanno a vivere insieme in una casa a Chicago. Dato che Balki si sente disorientato negli Stati Uniti e non capisce bene l'inglese, segue sempre esattamente quello che dice Larry, dando origine a numerosi malintesi che sono una parte fondamentale delle trame degli episodi. Il personaggio di Harriette Winslow ha dato vita allo spin-off 8 sotto un tetto (Family Matters, 1989-1998, 215 episodi).

## Personaggi e interpreti
- Balki Bartokomous (150 episodi, 1986-1993), interpretato da Bronson Pinchot.
- Larry Appleton (150 episodi, 1986-1993), interpretato da Mark Linn-Baker.
- Jennifer (102 episodi, 1986-1993), interpretata da Melanie Wilson.
- Mary Anne (93 episodi, 1986-1993), interpretata da Rebeca Arthur.
- Lydia (46 episodi, 1986-1992), interpretata da Belita Moreno.
- Mr. Sam Gorpley (37 episodi, 1986-1992), interpretato da Sam Anderson.
- Harriette Winslow (33 episodi, 1987-1989), interpretata da Jo Marie Payton.
- Mr. Donald 'Twinkie' Twinkacetti (21 episodi, 1986-1987), interpretato da Ernie Sabella.
- Mr. Wainright (19 episodi, 1988-1992), interpretato da F.J. O'Neil.
- Susan Campbell (8 episodi, 1986), interpretata da Lise Cutter.
- Harry Burns (4 episodi, 1987-1988), interpretato da Eugene Roche.
- Jimmy (4 episodi, 1987-1991), interpretato da Jim Doughan.
- Marvin Berman (3 episodi, 1989-1992), interpretato da George Wyner.

## Produzione
La serie, ideata da Dale McRaven, fu prodotta da Lorimar Television e Miller/Boyett Productions e girata negli studios della Warner Brothers a Burbank e a Chicago. Le musiche furono composte da Gary Boren, Steven Chesne, Jesse Frederick e Bennett Salvay. Il tema musicale è Nothing's Gonna Stop Me Now di David Pomeranz.

### Registi
Tra i registi della serie sono accreditati:
- Joel Zwick in 99 episodi (1986-1992)
- Judy Pioli in 40 episodi (1990-1993)
- Richard Correll in 4 episodi (1990)
- Greg Antonacci in 2 episodi (1990)
- James O'Keefe in 2 episodi (1990)

### Sceneggiatori
Tra gli sceneggiatori della serie sono accreditati:
- Dale McRaven in 145 episodi (1986-1993)
- John B. Collins in 18 episodi (1987-1991)
- Paula A. Roth in 17 episodi (1986-1993)
- Tom Devanney in 17 episodi (1989-1992)
- Barry O'Brien in 16 episodi (1987-1993)
- Cheryl Alu in 15 episodi (1989-1993)
- Howard Adler in 14 episodi (1987-1990)
- Robert Griffard in 14 episodi (1987-1990)
- Terry Hart in 11 episodi (1990-1992)
- William Bickley in 10 episodi (1986-1989)
- Michael Warren in 10 episodi (1986-1989)
- Tom Amundsen in 9 episodi (1989-1992)
- Bob Keyes in 7 episodi (1986-1988)
- Robert Blair in 6 episodi (1988-1989)
- Tom Nance in 6 episodi (1991-1993)
- Chip Keyes in 3 episodi (1986-1987)
- Doug Keyes in 3 episodi (1986-1987)
- Mark Fink in 2 episodi (1986-1987)
- James O'Keefe in 2 episodi (1987-1988)
- Alan Plotkin in 2 episodi (1987-1988)
- Barry Stringfellow

## Distribuzione
La serie fu trasmessa negli Stati Uniti dal 25 marzo 1986 al 6 agosto 1993 sulla rete televisiva ABC. In Italia sono state trasmesse solo le prime due stagioni dal 1988 su Odeon TV con il titolo Balki e Larry - Due perfetti americani, per poi essere replicata su Canale 5.
Alcune delle uscite internazionali sono state:
- negli Stati Uniti il 25 marzo 1986 (Perfect Strangers)
- nel Regno Unito il 3 gennaio 1987
- in Australia il 2 dicembre 1987
- in Francia il 27 luglio 1988 (Larry et Balki)
- in Argentina (Dos perfectos desconocidos)
- in Germania (Ein Grieche in Amerika o Ein Grieche erobert Chicago)
- in Croazia (Potpuni stranci)
- in Brasile (Primo Cruzado)
- in Spagna (Primos lejanos)
- in Italia (Balki e Larry - Due perfetti americani)

## Episodi
| Stagione         | Episodi | Prima TV USA | Prima TV Italia |
| ---------------- | ------- | ------------ | --------------- |
| Prima stagione   | 6       | 1986         |                 |
| Seconda stagione | 22      | 1986-1987    |                 |
| Terza stagione   | 22      | 1987-1988    |                 |
| Quarta stagione  | 22      | 1988-1989    |                 |
| Quinta stagione  | 24      | 1989-1990    |                 |
| Sesta stagione   | 24      | 1990-1991    |                 |
| Settima stagione | 24      | 1991-1992    |                 |
| Ottava stagione  | 6       | 1993         |                 |